# Municipio de Filley
El municipio de Filley (en inglés: Filley Township) es un municipio ubicado en el condado de Gage en el estado estadounidense de Nebraska. En el año 2010 tenía una población de 322 habitantes y una densidad poblacional de 3,48 personas por km².

## Geografía
El municipio de Filley se encuentra ubicado en las coordenadas 40°17′52″N 96°31′43″O / 40.29778, -96.52861. Según la Oficina del Censo de los Estados Unidos, el municipio tiene una superficie total de 92.6 km², de la cual 91,67 km² corresponden a tierra firme y (1,01 %) 0,93 km² es agua.

## Demografía
Según el censo de 2010, había 322 personas residiendo en el municipio de Filley. La densidad de población era de 3,48 hab./km². De los 322 habitantes, el municipio de Filley estaba compuesto por el 99,38 % blancos, el 0,31 % eran amerindios y el 0,31 % eran de una mezcla de razas. Del total de la población el 0,93 % eran hispanos o latinos de cualquier raza.